# جون ناثان
جون ناثان (بالإنجليزية: John Nathan) هو مترجم ومخرج أمريكي، ولد في 1940.

## وصلات خارجية
- جون ناثان على موقع ميوزك برينز (الإنجليزية)